# Гусман де Рохас, Сесилио
Гусман де Рохас Сесилио — боливийский художник. 

## Биография
В 12-летнем возрасте перебрался с семьёй из Потоси в Кочабамбу. Учился в Ла-Пасе, затем с 1919 года в Мадриде в Академии Сан Фернандо, с 1923 по 1931 год учился и работал в Париже. После возвращения в Боливию стал директором Академии художеств в Ла-Пасе, затем генеральным директором Министерства культуры по вопросам изящных искусств Боливии. Война в Чако глубоко потрясла его и послужила основой для антивоенных мотивов в его творчестве. Участвовал в учреждении троцкистской Рабочей социалистической партии Боливии. В конце 1940-х годов он организовал собственную Академию художеств. Покончил жизнь самоубийством в 1950 году.
Является основоположником боливийского индихенизма. Типичным проявлением индихенизма в творчестве Гусамна является картина «Материнство». Авторству Рохаса также принадлежит драматический цикл полотен «Чакская война» и «Песнь о камнях». Как художник монументалист Рохас расписал кинотеатр «Париж» в Ла-Пасе. Также известны его портреты, в которых натурщица изображена на фоне пейзажа Альтиплано, что символизирует духовное единение внутреннего мира боливийца с окружающей природой.
Его сын Иван Гусман де Рохас стал известным учёным.